# Język halia
Język halia, także tasi – język austronezyjski używany przez mieszkańców wyspy Buka (wybrzeża północne i wschodnie), półwyspu Selau oraz Carteret Islands (Bougainville, Papua-Nowa Gwinea). Według danych z 1994 roku posługuje się nim 20 tys. osób.
Wyróżnia się odmiany dialektalne: hanahan, hangan, touloun (tulon, tulun), selau.
W latach 1964–1981 i 2004–2005 badania nad językiem halia prowadzili lingwiści związani z Summer Institute of Linguistics. Sporządzono słownik (1982, wyd. 2. 2005)  oraz opis jego gramatyki (1987) . Jest nauczany w szkołach podstawowych. Zapisywany alfabetem łacińskim. 